# Ferdinand de Saussure

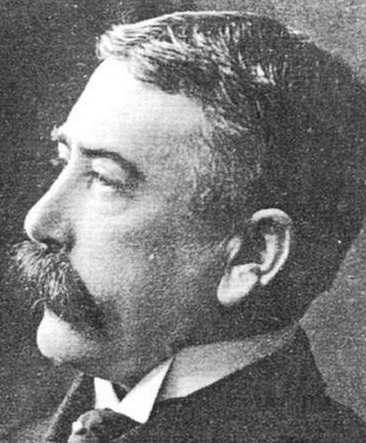
Ferdinand de Saussure

Ferdinand de Saussure (n. 26 noiembrie 1857, Geneva, Elveția, d. 22 februarie 1913 la castelul Vufflens, Morges, cantonul Vaud, Elveția) a fost un lingvist elvețian. Este considerat părintele lingvisticii moderne.

## Biografie
Saussure provine dintr-o familie de iluștri savanți din Geneva. După încheierea cursurilor secundare pleacă să studieze la Leipzig, unde se găsea cea mai celebră universitate specializată în filologie din vremea sa. Apoi a lucrat câțiva ani în Franța, unde a predat lingvistica indoeuropeană. Ulterior, s-a întors în Elveția. Aici a primit o catedră de lingvistică unde a predat, între altele, limba sanscrită, limba lituaniană și lingvistica generală.
Este considerat drept fondatorul lingvisticii moderne. În Cursul de lingvistică generală Cours de linguistique générale (1916), publicat de către studenții săi, după moartea sa, pe baza notițelor pe care și le luaseră la cursurile acestuia, el a definit concepte fundamentale (distincția dintre limbaj, limbă și vorbire, între sincronie și diacronie <a făcut diferența dintre lingvistica sincronică, care studiază o limbă în stadiul în care se află ea într-un anumit moment, și lingvistica diacronică, care compară diferitele stadii ale unei limbi>, caracterul arbitrar al semnului lingvistic etc.) care ulterior vor inspira, nu numai știința lingvistică, dar și alte sectoare ale științelor umaniste.
Conceptele sale pot fi considerate a sta la baza structuralismului.

## Idei
- Saussure face deosebirea dintre limbaj (ca posibilitate de a folosi o limbă), limbă (ca ansamblu de semne folosite de o comunitate. De exemplu româna, franceza, engleza etc) și vorbire (ca formulare a unui vorbitor într-o anumită limbă).
- Teoria semnului lingvistic, ca asociere prin gândire a unui semnificant (imaginea mintală, vizuală sau auditivă a unui cuvânt) și a unui semnificat (concept, adică reprezentarea mentală a unui lucru).
- Limbajul selectează simultan un semnificant – dintr-o masă informă de sunete – și un concept – dintr-o masă informă de percepte.
- Limbajul are o dimensiune sincronică (ca raporturi între semne la un moment dat) și o dimensiune diacronică (ca evoluție a semnelor în decursul timpului).
- Orice semn este definit, în raport cu altele, prin simpla diferență (în mod negativ) și nu prin caracteristicile sale proprii ("pozitive"): această idee definește caracterul structural al lingvisticii lui Saussure. Ideea se află la originea structuralismului și a filosofiei lui Derrida.
- Raportul dintre semnificant și semnificat este arbitrar; aceasta conduce la distincția dintre semn și simbol; de exemplu, cuvântul pisică ce semnifică imaginea unui mănunchi de păr care se mișcă este un semn, iar imaginea unei balanțe care reprezintă (indirect, pe baza unei convenții) conceptul de justiție este un simbol.